# Motiullah
Motiullah Khan (Bahawalpur, 31 januari 1938 – aldaar, 12 augustus 2022) was een hockeyer uit Pakistan.
Motiullah nam driemaal deel aan de Olympische Zomerspelen en won in 1960 de gouden medaille en in 1956 en 1964 de zilveren medaille.

## Erelijst
- 1956 –  Olympische Spelen in Melbourne
- 1958  –  Aziatische Spelen in Tokio
- 1960 –  Olympische Spelen in Rome
- 1962  –  Aziatische Spelen in Jakarta
- 1964 –  Olympische Spelen in Tokio